# Stare de urgență climatică

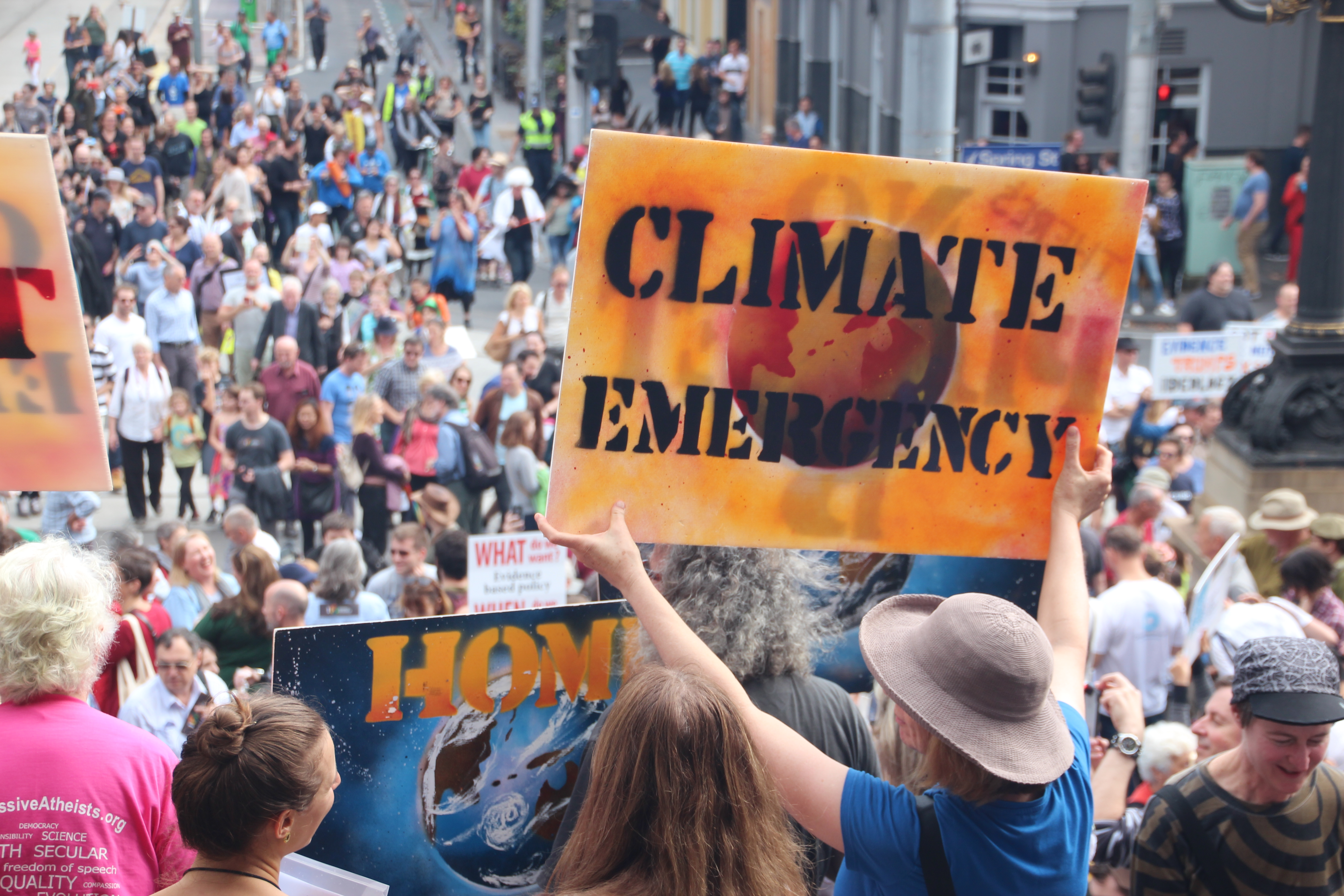

„Starea de urgență climatică” este o măsură adoptată de diverse entități, orașe și universități ca răspuns la schimbările climatice .   Aceasta este una dintre măsurile propuse de mai mulți activiști și grupuri de mediu, cum ar fi Rebeliunea de dispariție, Ecologii în acțiune, Tineretul pentru climă, Seo Birdlife, WWF Spania, Unión Sindical Obrera sau Greenpeace .    Declarațiile au fost bine primite de Greta Thunberg . 

## Definiție
Schimbările climatice reprezintă un proces complex de modificare pe termen lung a elementelor climatice (temperatură, precipitații, creșterea frecvenței și intensității unor fenomene meteo extreme etc.). Acestea sunt cauzate de emisiile de gaze cu efect de seră, generate de activitatea umană.  
Declararea Stării urgență climatică presupune adoptarea de măsuri pentru reducerea emisiilor de carbon la zero într-o perioadă specificată și exercită presiuni politice asupra guvernelor pentru a conștientiza situația crizei de mediu existente.  

## Impact
Rezultatul schimbărilor climatice în România:
• temperatura medie anuală în România va crește cu până la 5 grade până la finalul secolului;
• orașele devin insule de căldură urbană, cel mai afectat fiind Bucureștiul;
• impactul produs de schimbările climatice influențează în mod negativ bunăstarea românilor și PIB-ul;
• aproximativ 7 milioane de hectare, adică 40% din suprafața agricolă a României se află în zone cu risc de deșertificare;

## Opinii ale  Parlamentului European
Înaintea Conferinței ONU pentru schimbările climatice COP25 de la Madrid, din 2-13 decembrie 2019, deputații Parlamentului European au adoptat o rezoluție prin care declară situația de urgență privind clima și protecția mediului în Europa și la nivel global. Aceștia solicită de asemenea ca toate propunerile legislative și bugetare făcute de Comisie să fie în conformitate cu obiectivul de limitare a încălzirii globale sub 1.5°C.
Parlamentul European cere ca UE să se angajeze în cadrul Conferinței ONU să atingă un nivel zero al emisiilor nete de gaze cu efect de seră, până în 2050.
Parlamentul European cere reducerea la nivel global a emisiilor din sectorul maritim și al aviației.

## Țări  care au declarat  ”Stare de Urgență Climatică”

Țări în care a fost declarată situația de urgență climatică (albastru) sau în unele subdiviziuni (celeste).

- Irlanda (9 mai 2019) [2]

- Canada (17 iunie 2019) [10] [11]

- Franța(27 iunie 2019)[12][13] [14]

- Argentina (17 iulie 2019) (declarată de Senat) [15]

- În Regatul Unit: Parlamentul Regatului Unit a adoptat o moțiune înaintată de Partidul Muncii care declară urgența, dar nu este susținută de guvern (1 mai 2019). [16]
  -  Scoția  (28 aprilie 2019) [1]
  -  Țara Galilor  (29 aprilie 2019) [17]
- În Statele Unite: 18 orașe, inclusiv New York (26 iunie 2019) [18] [19], Hayward (15 ianuarie 2019), San Francisco și Chico (2 aprilie 2019). [20]
- În Australia: mai mult de 17 orașe, inclusiv Sydney, [21] începând cu 27 iunie 2019. [22]
- În Canada: 384 de orașe pe lună mai 2019, dintre care 365 sunt în provincia Quebec .
- În Franța: orașele Mullhouse (9 mai 2019),  Rennes [23] și Paris . [24]
- În  Spania: comunitățile autonome din Catalunya (7 mai 2019) [25] și Euskadi [26], Consiliul provincial al Granada [27] și orașele San Cristóbal de la Laguna [28], Sevilla [29], Castro Urdiales [30], Zaragoza [31], Salobreña [32], Lanzarote [33], El Rosario [34], Puerto de la Cruz . [35] și Barcelona.[36]
- În Italia: orașul Acri (29 aprilie 2019), [37] orașul Milano (20 mai 2019), [38] orașul metropolitan Napoli, [39] orașul Lucca, [40] Consiglio Regionale della Toscana [41] și orașul Padova . [42]
- În Elveția: semicantonul Basel-City, cantoanele Jura și Vaud și orașele Liestal, Olten și Delemont . [3]
- În Germania: 49 de orașe, inclusiv Konstanz (2 mai 2019), Kiel (16 mai 2019), Herford, Heidelberg (17 mai 2019), Münster (22 mai 2019), Telgte, Drensteinfurt, Erlangen, Bochum (6 iunie 2019), Aachen, Wiesbaden, Neumünster, Saarbrücken, Rüsselsheim am Main, Leverkusen și Potsdam . [43] [44] [45] [46] [47] [48] [49] [50] [51] [52]
- În Noua Zeelandă: regiunea Canterbury (16 mai 2019). [53]
- În Belgia: municipalitatea Koekelberg [54]
- În Olanda, orașele Amsterdam [55] și Utrecht . [56]
- În Austria, orașul Traiskirchen [57]
- În Filipine, localitățile Bacolod [58] și Tolosa [59]
- În  Polonia, orașele Varșovia [60] și Cracovia . [61]

## Legături externe
- Declarație de urgență climatică
- Harta globală a orașelor care au declarat o stare de urgență climatică